# Hamide Akbayir

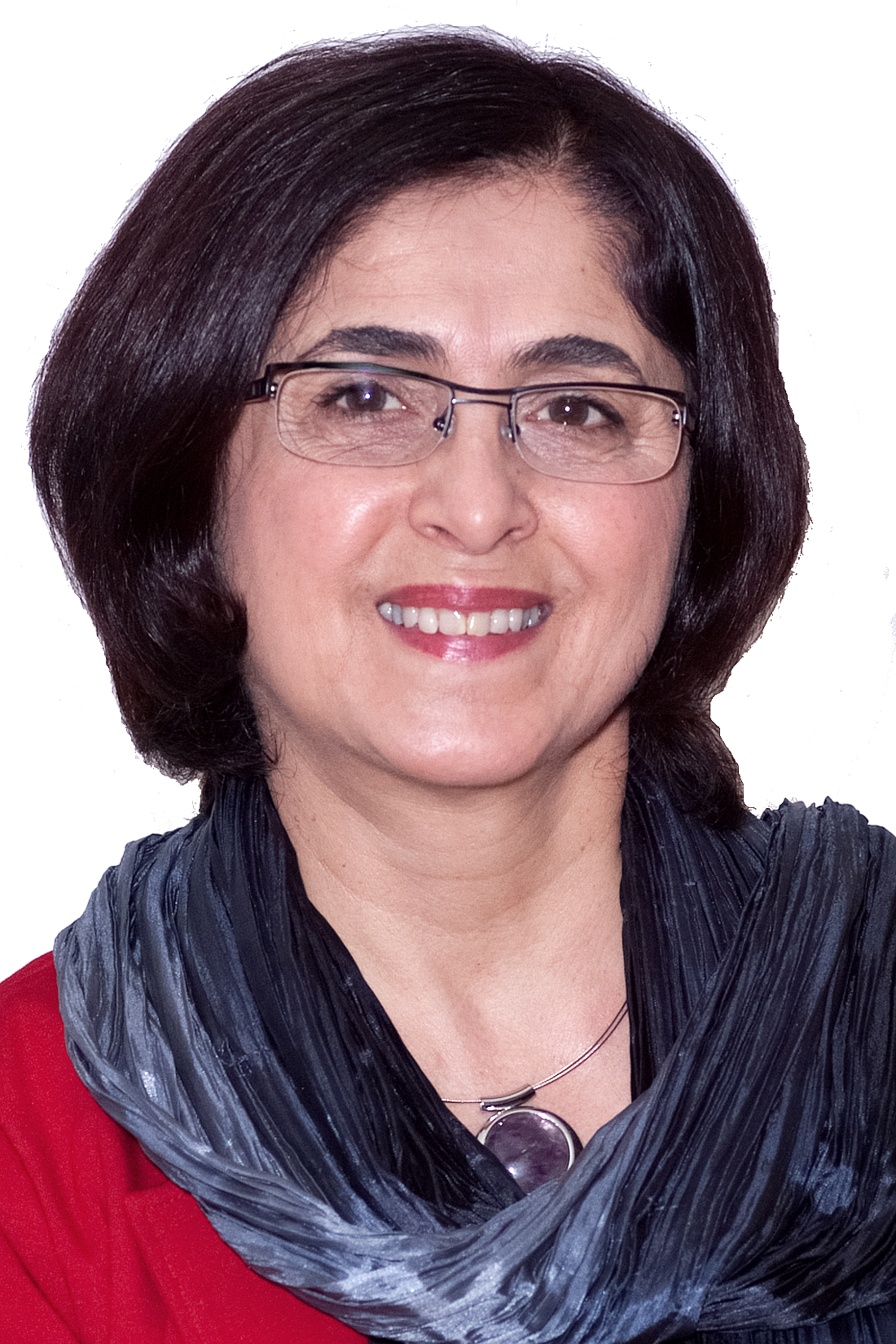
Hamide Akbayir (2013)

Hamide Akbayir (* 10. Mai 1959 in Frac, Tunceli, Türkei) ist eine deutsche Politikerin (Die Linke).

## Leben
Hamide Akbayir lebt seit 1972 in Deutschland und bestand 1977 das Fachabitur. 1980 machte sie ihren Abschluss als Chemisch-Technische Assistentin und ist seither am Institut für Biochemie der Universität zu Köln angestellt.
Sie war 1993 bis 1997 Mitglied von Bündnis 90/Die Grünen. 1998 trat sie in die PDS ein. 1998 bis 2004 gehörte sie dem Ausländerbeirat der Stadt Köln an. Seit 2007 ist sie Mitglied des nordrhein-westfälischen Landesvorstands der Partei Die Linke.
Bei der Landtagswahl in Nordrhein-Westfalen 2010, bei der sie im Landtagswahlkreis Hagen I kandidiert hatte, gelang ihr über die Landesliste der Einzug in den Landtag. Als politische Schwerpunkte gibt sie die Gleichstellung der Frau(en), Umwelt- und Naturschutz, sowie Friedenspolitik an. Bei der Wahl 2012 errang ihre Partei keine Mandate.
Von 2014 bis 2020 war sie Mitglied im Rat der Stadt Köln für die Fraktion DIE LINKE. Ihre Schwerpunkte hier waren Frauen- und Gleichstellungspolitik/Geschlechtergerechtigkeit sowie Migration. Sie war umwelt- und frauenpolitische Sprecherin der Fraktion und stellvertretende Vorsitzende des Ausschusses Anregungen und Beschwerden im Rat der Stadt Köln.
Akbayir reiste am 15. Juni 2021 für einen Verwandtschaftsbesuch in die Türkei. Nach Angaben ihres Anwalts wurde am folgenden Tag ein Haftbefehl gegen sie ausgestellt, anschließend wurde sie am 2. September in Karakoçan festgenommen und durch die Staatsanwaltschaft Ankara per Video verhört. Der Vorwurf lautete „Mitgliedschaft in einer terroristischen Organisation und Propaganda“, der Richter verbot eine Ausreise nach Deutschland und legte ihr auf, sich zwei Mal pro Woche bei der Polizei zu melden. Hiergegen wurde Einspruch eingelegt, der am 24. September abgelehnt wurde. Am 17. Januar 2022 wurde ihr die Ausreise aus der Türkei erlaubt.

## Werke
- (mit Monika Morres): Hintergründe von Migration und Flucht am Beispiel der Kurd(inn)en, in: Zuwanderung im Zeichen der Globalisierung, hrsg. von Christoph Butterwegge und Gudrun Hentges, 2000 ISBN 3-8100-2603-4